# Адмирал (бабочка)
Адмирал (лат. Vanessa atalanta) — дневная бабочка из семейства нимфалид (Nymphalidae). Размах крыльев достигает 5—6,5 см. Окраска крыльев тёмно-бурая, иногда почти чёрная, с ярко-красными полосами и белыми пятнами у вершины передних крыльев. Широко распространённый многочисленный вид, ареал которого охватывает Европу и Западную Сибирь, Среднюю Азию, Северную Африку, острова Атлантического океана, Северную Америку, Гватемалу, Гаити и Новую Зеландию. Гусеницы питаются преимущественно на крапиве и чертополохе. Вид является активным мигрантом.

## Этимология названия
Русское название «адмирал» возникло из-за сходства окраски крыльев бабочки и лампасов на брюках адмирала флота Российской империи.
Видовой эпитет Atalanta (греческая мифология) восходит к Аталанте — героине охоты на калидонского вепря, которая бегала быстрее всех людей на Земле. Дочь царя Аркадии Иасия (Иаса) и Климены. Её отец, желая иметь только сыновей, выбросил девочку на горе Парфений, и её вскормила медведица, пока Аталанту не подобрали в лесу охотники.
Касательно происхождения родового названия Vanessa существует несколько версий. Согласно одной из них, оно произошло от одноимённого женского имени. Согласно другой версии, название созвучно с древнегреческим вариантом слова «Phanessa», которое обозначало божество-демиурга. Данная версия является маловероятной: имя божества в оригинале звучит как «Phanes» (русский вариант Фанет). Название роду дал датский энтомолог Иоганн Христиан Фабриций, который при наименовании новых таксонов преимущественно использовал имена древних божеств.

## Описание

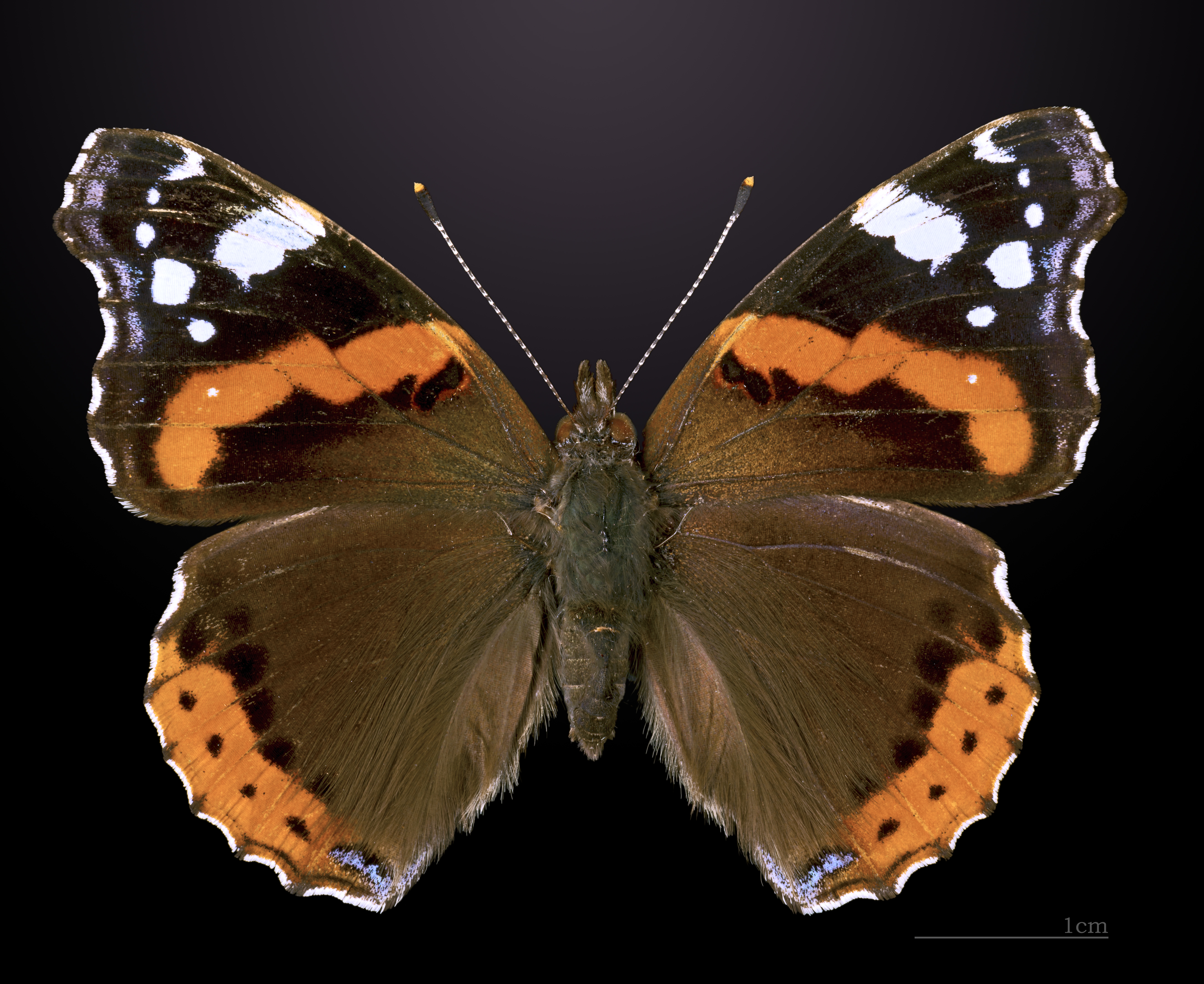

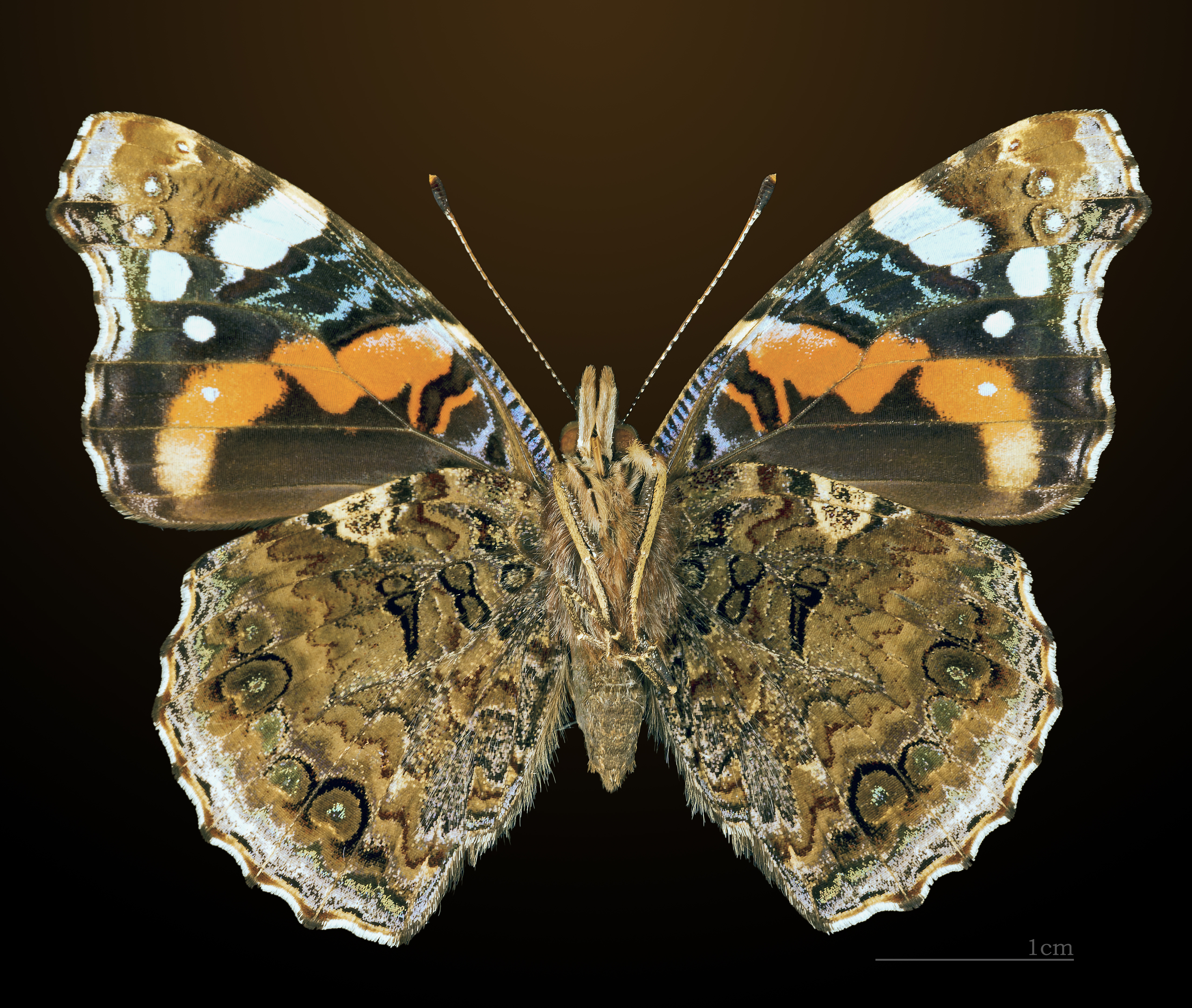
Нижняя сторона крыльев

Длина переднего крыла 26—34,5 мм. Размах крыльев достигает 50—65 мм. Тело тёмно-коричневого или чёрного цвета. Верхняя сторона крыльев черноватая или тёмно-бурая. У вершины переднего крыла выделяется небольшой зубец по внешнему краю. Передние крылья пересекает яркая оранжево-красная перевязь, над которой выделяется крупное удлинённое белое пятно и цепочка из пяти-шести пятен различного размера, имеющих ярко-белый цвет. В анальном углу заднего крыла располагается удлинённое голубое пятно в чёрном ободке. На внешнем крае задних крыльев проходит широкая оранжево-красная краевая перевязь, на которой располагается 4—5 чёрных пятен. В заднем углу заднего крыла сдвоенное голубое пятнышко в тёмном ободке в анальном углу крыла.
Нижняя сторона крыльев менее яркая, но более пёстрая. Она коричневато-бурая, с разнообразными красноватыми и белыми пятнами и серыми разводами. Снизу на передних крыльях повторяется рисунок верхней стороны, который дополняется голубыми кольцами в центральной ячейке. Нижняя сторона задних крыльев коричневатая, с замысловатым мраморовидным рисунком, образованным за счет тёмных штрихов и извилистых линий. Также у переднего края заднего крыла находится светлое пятно.
Усики с резко расширенной булавой. Глаза покрыты многочисленными маленькими щетинками. Внешний край обоих крыльев волнистый, с одним более заметным выступом на жилке M1 на передних крыльях. Дискальная жилка присутствует на обоих крыльях. Центральная ячейка на задних крыльях замкнута. Наружный край задних крыльев без заметных выступов. Голени и лапки передних ног покрыты относительно длинными густыми волосками.

## Подвиды
Выделяют два подвида:

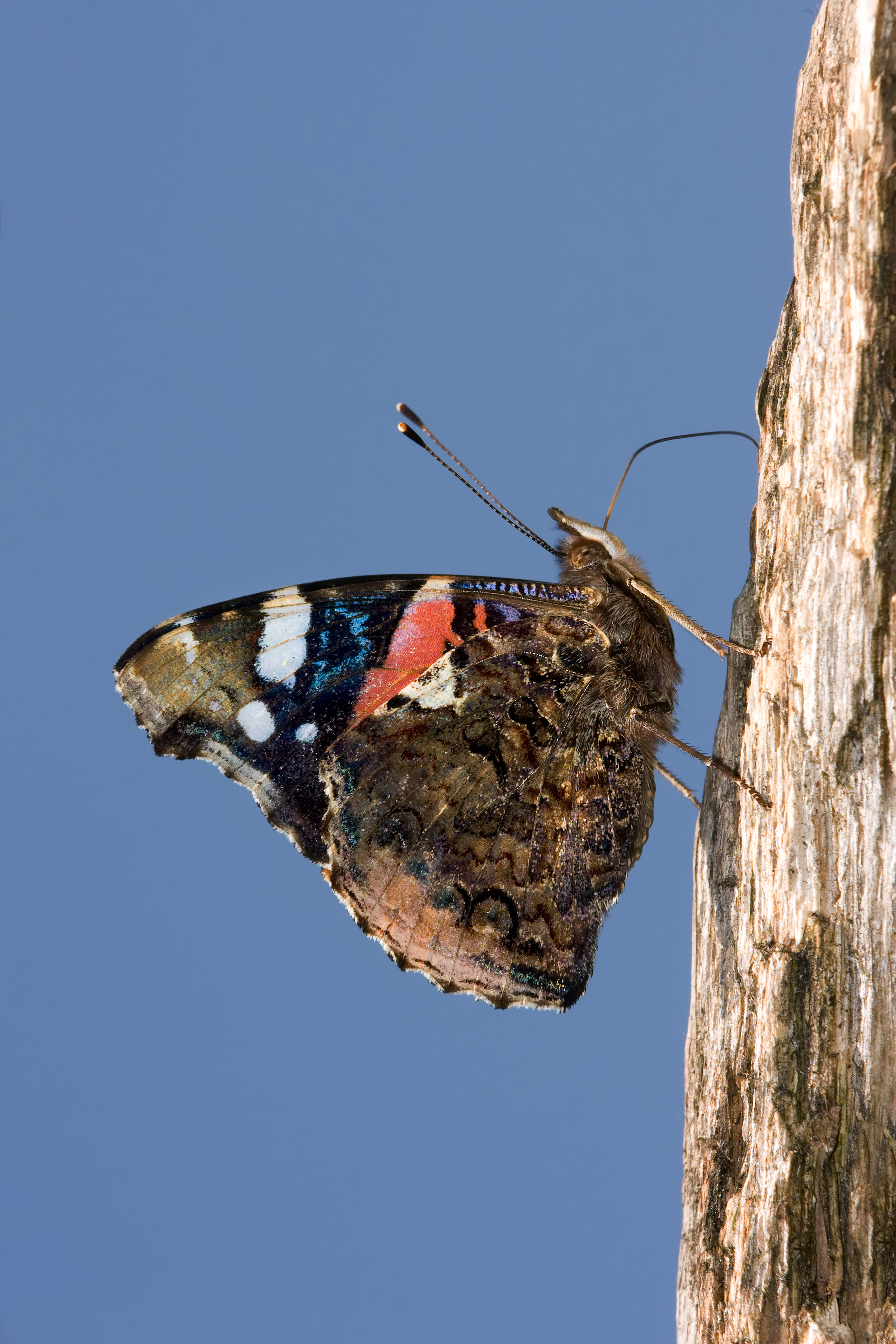

- Vanessa atalanta atalanta (Linnaeus, 1758)
- Vanessa atalanta rubria (Fruhstorfer, 1909)

## Размножение
Самка откладывает по одному яйцу на листья кормовых растений. У гусениц продольная полоса на спинной стороне тела отсутствует, имеются боковые жёлтые полосы, жёлтые точки и желтоватые шипы. Гусеницы живут в свернутых в трубку листьях кормовых растений. Куколка свободная и прикрепляется головой вниз.

### Кормовые растения
К кормовым растениям гусениц относятся:
- Carduus sp. — растения из рода Чертополох
- Humulus lupulus — Хмель обыкновенный
- Urtica dioica — Крапива двудомная
- Urtica urens — Крапива жгучая

## Биология
Бабочки летают с начала июня до конца сентября, а на юге своего ареала, например, на Южной Украине — с конца мая по октябрь включительно. Бабочки зимуют только в южных районах ареала, так как на его севере (например, в северной и центральной части Восточной Европы) они обычно либо погибают, либо мигрируют на юг ареала и часть из них весной возвращается. Подобная ситуация отмечена в Англии и Скандинавии. Перезимовавшие особи вновь появляются весной следующего года.
В конце лета бабочки часто встречаются сидящими на опавших перезрелых фруктах, особенно на яблоках, грушах и сливах, или на стволах плодовых деревьев.

## Местообитание
Населяет лесные опушки, редколесья, пойменные и горные луга, лесополосы, лесные поляны, обочины дорог, берега рек и других водоёмов, т. д. Часто встречаются в антропогенных биотопах. В горах встречается до высот 2500—2700 м над у. м.

## Ареал
Ареал охватывает Европу, юг Западной Сибири, Малую Азию, Иран, Среднюю Азию, Северную Африку, острова Атлантического океана (Азорские и Канарские), Северную Америку до Гватемалы, Гаити и Новую Зеландию.
Вид подвержен динамическим колебаниям численности и в отдельные годы наблюдается в весьма большом количестве. Является активным мигрантом. Популяции в лесном поясе Евразии частично, а на севере ареала целиком, пополняются перелетными особями с юга.

## Замечания по охране
Вид включён в Красную книгу Смоленской области, ранее был включён в Красную книгу России (1997) (4 категория). На данный момент вид исключён из Красной Книги России.

## Галерея

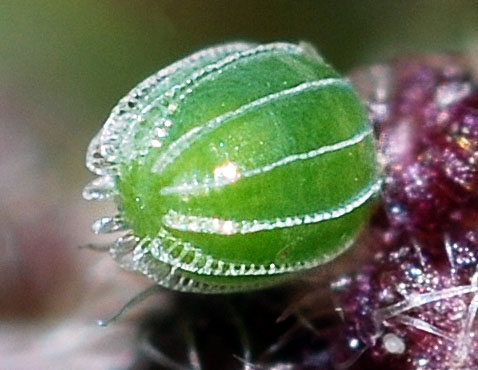
Яйцо
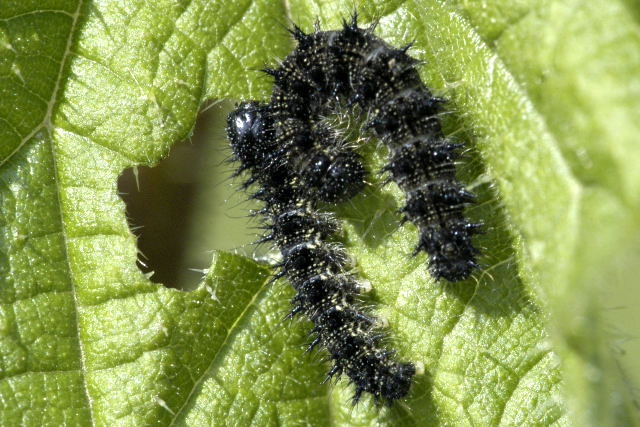
Гусеницы
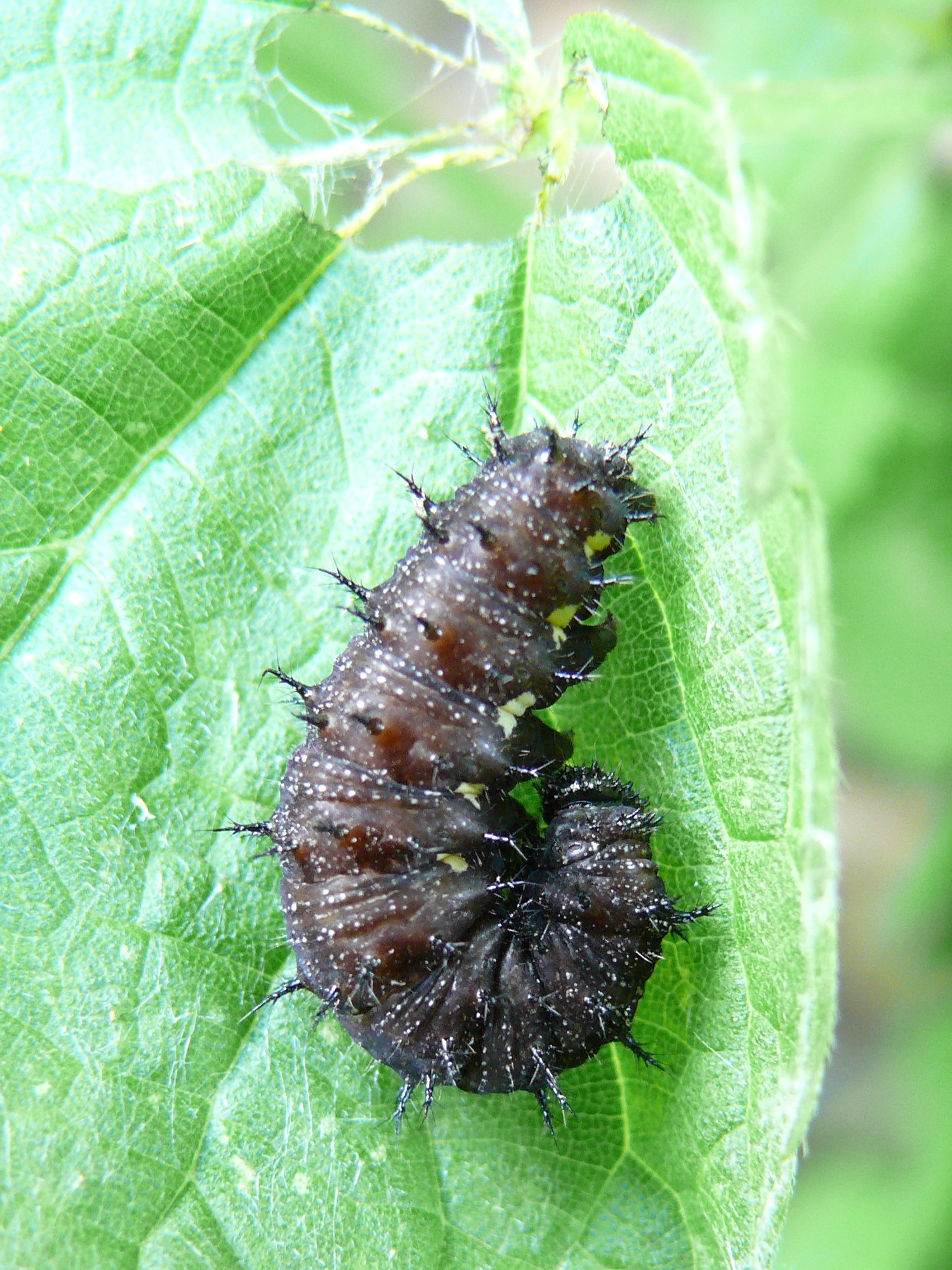
Гусеница старшего возраста
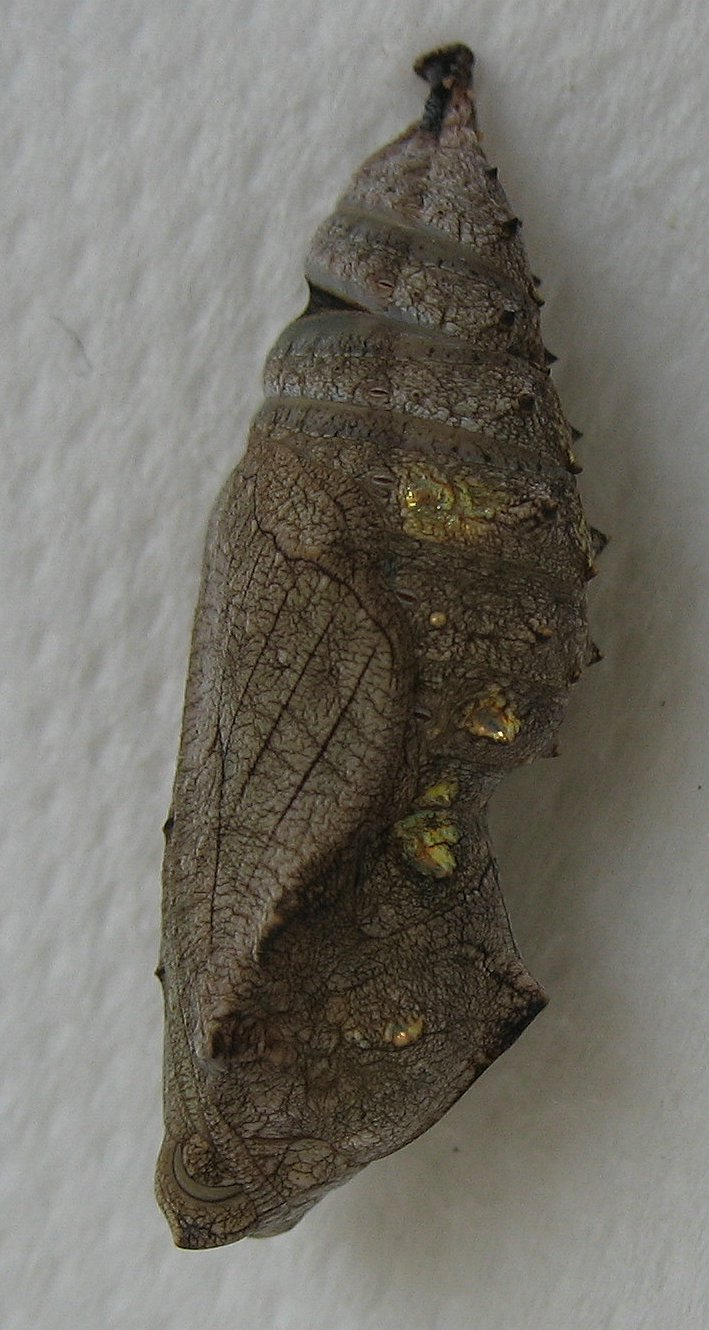
Куколка
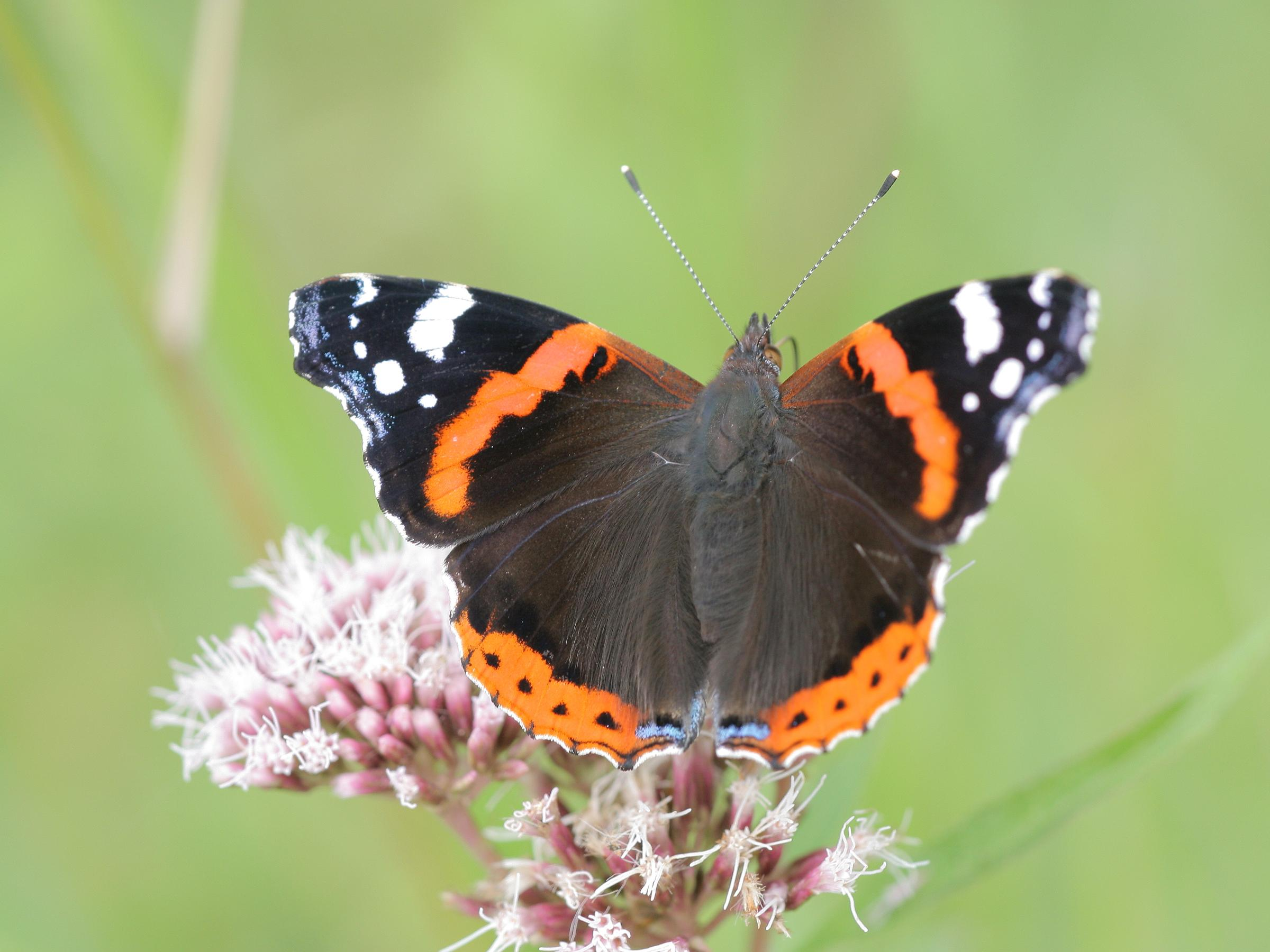
Имаго

## Интересные факты
Из 2-го издания Большой советской энциклопедии статья о бабочке Адмирал была удалена усилиями генерал-полковника А. П. Покровского, которому показалось неуместным, чтобы подряд шли две статьи «Адмирал» — одна про воинское звание, а другая про бабочку.
Vanessa atalanta появляется во многих произведениях Владимира Набокова. В интервью Альфреду Аппелю (август 1970 года) Набоков отмечал:
Они в несметном количестве мигрировали из Африки в Северную Россию, там их называли «Бабочка Судного дня», потому что особенно много их было в 1881 году, в том году был убит Александр II, а узор на внутренней части задних крыльев напоминал цифры 1881.